# (9058) 1992 JB
(9058) 1992 JB est un astéroïde Apollon découvert en 1992.

## Description
(9058) 1992 JB a été découvert le 1er mai 1992 à l'observatoire Palomar, situé au nord de San Diego en Californie, par Jeff Alu et Kenneth J. Lawrence.

### Caractéristiques orbitales
L'orbite de cet astéroïde est caractérisée par un demi-grand axe de 1,56 UA, un périhélie de 0,997 UA, une excentricité de 0,36 et une inclinaison de 16,08° par rapport à l'écliptique. Du fait de ces caractéristiques, à savoir un demi-grand axe supérieur à 1 UA et un périhélie inférieur à 1,017 UA, il est classé comme astéroïde Apollon.

### Caractéristiques physiques
(9058) 1992 JB a une magnitude absolue (H) de 17,9 et un albédo estimé à 0,066.